# Чаянка
Чаянка (рос. Чаянка) — село у Брасовському районі Брянської області Росії. Входить до складу муніципального утворення Веребське сільське поселення.
Населення — 96 осіб.
Розташоване за 6 км на північ від села Веребськ.

## Історія
Згадується з першої половини XVII століття, спочатку в складі Карачевского повіту, потім Глодневського стану Комарицької волості (Севського повіту), в 1778—1782 рр. в Луганському повіті. У XVIII столітті — володіння Кантемирів, пізніше Кушелєва-Безбородька. Парафія храму Покрови Богородиці згадується з 1628 року. Остання будівля храму була побудована в 1794 році (не збереглася).
З 1782 по 1928 рр. — в Дмитрівському повіті Орловської губернії (з 1861 — у складі Хотіївської волості, з 1923 в Глодневській волості). У 1895 році була відкрита земська школа.
З 1929 року — в Брасовському районі. До 2005 року було центром Чаянської сільради.

## Населення
За найновішими даними, населення — 96 осіб (2013).
У минулому чисельність мешканців була такою:
| Роки      | 1858 | 1866 | 1893 | 1923 | 1926 | 1979 | 1989 | 2002 | 2010 |
| --------- | ---- | ---- | ---- | ---- | ---- | ---- | ---- | ---- | ---- |
| Населення | 451  | 521  | 834  | 721  | 783  | 196  | 164  | 152  | 102  |